# Пик Айтматова
Пик Айтматова (кирг. Айтматов атындагы тоо чокусу) — горная вершина в Кыргызстане, расположенная в центральной части Киргизского хребта, в районе ледника Салык.
Высота вершины составляет 4650 м. Гора получила своё название в 2000 году в честь выдающегося киргизского писателя Чингиза Айтматова. До этого момента была безымянной.